# Operation Market Garden
Operation Market Garden var kodnamnet på en operation på västfronten under andra världskriget utarbetad huvudsakligen av fältmarskalk Bernard Montgomery. Dess syfte var att snabbt få ett slut på kriget genom ett koncentrerat anfall in i själva Tyskland. Det direkta målet med operationen var att med användande av fallskärmstrupper säkra flodövergångar vid Eindhoven, Nijmegen och Arnhem i Nederländerna och på så vis skapa en korridor som den brittiska 30:e armékåren skulle kunna rycka fram genom. I förlängningen var planen att man, när man väl brutit igenom det tyska försvaret, skulle kunna omringa Ruhrområdet med dess för den tyska krigsansträngningen livsviktiga industrier. Förhoppningen var att detta skulle få det tyska försvaret att kollapsa och att kriget på så sätt skulle ta slut redan 1944. Planen stod i stark kontrast till Eisenhowers tankar om ett anfall på bred front.

## Planen
Montgomerys plan var att genom en snabb attack ta sig genom Nederländerna och kunna ta sig förbi Siegfriedlinjen och dessutom kringgå de tyska styrkorna. Montgomery lyckades till slut övertala Eisenhower att genomföra planen. För att kunna ta kontroll över Nederländerna var man tvungen att säkra broarna över de större vattendragen, Wilhelmina Canal, Zuid-Willemsvaart kanalen och floderna Maas, Waal och Rhen.     
Operationen bestod i två delar, dels den flygburna delen Market och marktruppernas framstöt Garden.

### Market
Den flygburna delen av planen skulle genomföras av delar av den First Allied Airborne Army, där amerikanska, brittiska och polska flygburna styrkor ingick. De flygburna truppernas uppgift var att säkra bron över Rhen vid Arnhem och de broar som behövdes för att nå fram till Arnhem.
- 101:a luftburna divisionen: Skulle säkra broarna i närheten av Eindhoven.
- 82:a luftburna divisionen: Hade till uppgift att säkra bron i Nijmegen och ett par mindre mål i närheten, samt säkra flanken mot skogsområdet Reichwald.
- 1st Airborne Division: Landade på ett hedområde väster om Arnhem och skulle sedan rycka fram och erövra och hålla bron över Rhen.

Market skulle bli den största flygburna operationen i historien, över 34 600 man från 101:a, 82:a, 1:a luftburna divisionerna och den polska brigaden skulle landsättas. 14 589 man landade med glidflygplan och 20 011 med fallskärm. Glidflygplanen förde också med sig 1 736 fordon och 263 artilleripjäser. 3 342 ton med ammunition och andra förnödenheter landsattes med hjälp av glidflygplan och fallskärm. Mycket av detta blev beslagtaget av tyska styrkor, då man släppte detta över av tyskarna hållen terräng.

### Garden
Den brittiska XXX Corps skulle erövra en korridor som skulle knyta samman de flygburna truppernas erövringar. Framryckningen skulle ske längs med Rijksweg 69, i planeringen kallad Club Route, på flera sträckor löpte vägen på en vägbank genom sankmarker som gjorde att pansarförbanden inte kunde göra några kringgående anfall för att bryta upp det tyska försvaret.

## De tyska styrkorna
Den 4 september beordrades II. SS-Panzerkorps till Arnhemområdet för att vila och återuppbyggas i ett säkert område. Pansarkåren var kraftigt decimerad efter reträtten från Normandie genom Frankrike. Kårens två divisioner 9. SS-Panzer-Division Hohenstaufen och 10. SS-Panzer-Division Frundsberg förlades strax norr om Arnhem respektive 15 km öster om Arnhem. Totalt räknade de två divisionerna ca 7 000 man och man saknade närmast helt tunga vapen, artilleri och stridsvagnar. Övriga förband i området, som också skulle vila, bidrog med ca 3 000 man och en del tunga vapen.
Frontlinjen hölls av 1. Fallschirm-Armee, vilken trots sitt storslagna namn var uppbyggd kring 3 000 fallskärmsjägare som funnits i reserv och under utbildning i olika delar av Tyskland och som samlats ihop för att bemanna den svaga fronten vid Albertkanalen.

## Slaget
Operationen började den 17 september 1944 med att tre fallskärmsdivisioner släpptes nära de broar de var satta att inta och försvara, denna del av operationen bar namnet Market. Samtidigt började XXX Corps sin framryckning in i Nederländerna, operation Garden.

### Dag 1, 17 september
Till skillnad från de tidigare luftlandsättningarna i Normandie och Sicilien där de flygburna trupperna spreds ut över stora områden, så landade de allierade trupperna med god precision. För 82nd Airborne Division landade 89% av fallskärmstrupperna inom en kilometer från sina landningszoner och 84% av glidflygplanen. Tyskt luftvärn och jaktflyg lyckades inte nämnvärt störa landsättningen. Den tyska luftvärnselden beskrevs som häftig men utan precision.
I söder landade 101st Airborne Division utan större problem strax norr om Eindhoven. Av de 424 transportflygplan som medförde divisionens trupper så sköts 16 stycken ner och 98 stycken skadades av luftvärnseld. För att erövra broarna över floden Aa och kanalen Zuid-Willemsvaart vid Veghel skulle 501st PIR landsättas vid Drop zone A sydväst om broarna. De 135 transportflygplanen som transporterade regementet mötte häftig luftvärnseld och regementets första bataljon fälldes en halvmil nordväst om den avsedda Drop zone A på fel sida floden. Men alla tre bataljon kunde snabbt samla sig och erövra broarna över floden och kanalen för att sedan förberedda sig på att försvara broarna i väntan på XXX Corps. Regementet 502nd PIR landsattes vid Drop zone B sydväst om Sint-Oedenrode och norr om Eindhoven. Huvuddelen av regementet grupperades för att försvara själva landsättningsområdet. Regementets första bataljon avancerade norrut och erövrade två broar över Dommel i Sint-Oedenrode utan nämnvärt tyskt motstånd, man  nådde på kvällen även samband med den sydligaste bataljonen ur 501st PIR. Ett förstärkt kompani sändes söderut för att erövra en bro över Wilhelminakanalen vid Best men framryckningen hejdades av ett tyskt luftvärnskompani förlagt i Best. Regementet 506th PIR landsattes vid Drop zone C söder om Drop zone B och norr om Eindhoven. Regementet hade divisionens viktigaste uppdrag att erövra bron för Rijksweg 69 över Wilhelminakanalen i Son och säkra Eindhoven. Även om regementet samlade sig snabbt efter landsättningen och började framryckningen mot bron så ledde motstånd från ett mindre tyskt luftvärnsbatteri i Son till att regementet ägnade två timmar till att rensa Son, under tiden hann tyska förband spränga bron. Man byggde snabbt en provisorisk gångbro över kanalen och fortsatte framryckningen mot Eindhoven men man avbröt framryckningen under kvällen och gick i ställning i de norra förorterna till Eindhoven för natten.
Kring Nijmegen landade 82nd Airborne Division med uppgift att ta broarna över Maas, Waal och kanalen Maas-Waal. Huvuduppgiften var dock att ta kontrollen över Groesbeek som ligger på en höjd öster om Nijmegen, syftet var att stoppa ett eventuellt tysk motanfall från skogsområdet Reichwald på andra sida tyska gränsen. 504th PIR lyckades snabbt erövra bron över Maas vid Grave och bron över Maas-Waal kanalen. 508th PIR hade uppdraget att försöka erövra den stora bron över Waal, denna kunde till skillnad från de flesta broarna i XXX Corps framryckningsväg inte ersättas med ingenjörstruppernas broar. På grund av en kommunikationsmiss kom anfallet först igång på eftermiddagen, då förstärkningar i form av spaningsbataljonen ur 9. SS-Panzer-Division Hohenstaufen hade anlänt och anfallet misslyckades.

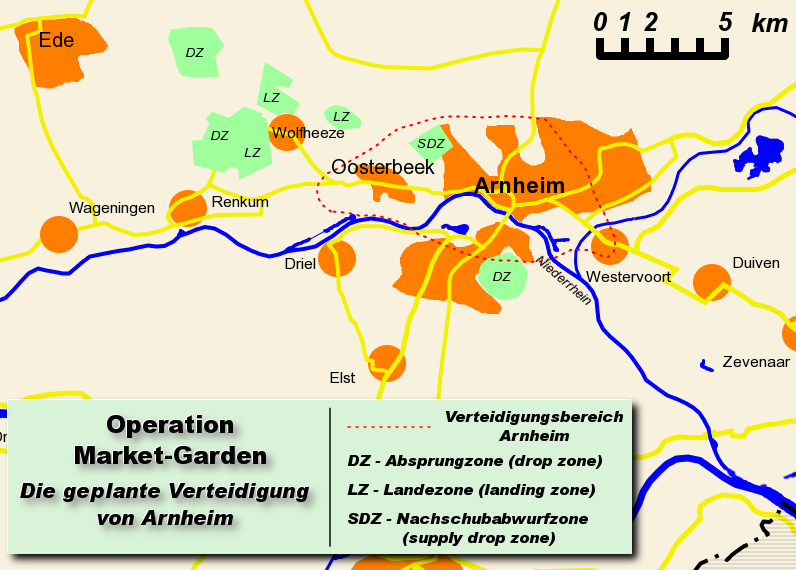
Landningszonerna för 1st Airborne Division kring Arnhem

Utanför Arnhem landade den första halvan av 1st Airborne Division på heden väster om byn Wolfheeze. På grund av att divisionen landade i två omgångar var den första omgången tvungen att avdela styrkor för att försvara landningszonen för den andra omgången nästa dag. Resultatet blev att endast 1st Parachute Brigade kunde avancera mot Arnhem och dess bro över Rhen. För att kompensera för den långa avståndet från landningszonen till bron inne i Arnhem, 12 km, så skulle brigadens spaningsskvadron göra en snabb framryckning med sina jeepar och besätta bron medan resten av brigaden skulle rycka fram till fots. På grund av att flera glidflygplan lastade med jeepar inte nådde fram till landningszonen blev spaningsskvadronens framryckning försenad och stötte senare på oväntat motstånd. Brigadens tre bataljoner med fallskärmsinfanteri började under tiden sin framryckning, första och tredje bataljonen hejdades ungefär halvvägs av en tysk träningsbataljon som snabbt hade satt upp en tunn försvarslinje vid de troligaste vägarna in i Arnhem. Endast brigadens andra bataljon under John Frost lyckades nå fram till bron genom att den tog den sydligaste vägen in i staden. Bataljonen lyckades erövra det norra brofästet och gjorde två misslyckade försök att erövra hela bron. Sambandet mellan divisionens delar bröt genast samman på grund av stora problem med radioutrustningen, vilket kom att hindra divisionen under hela operationen. För direkt kommunikation med RAFs attackflygplan förde man med sig två jeepar med speciella VHF-radioutrustningar som visade sig vara felinställda och båda utrustningarna förstördes snart av tysk granatkastareld, detta medförde att divisionen inte kunde få något flygunderstöd då piloterna hade strikta order att inte attackera utan order från marken på grund av risken för de egna trupperna.
Klockan 14.15 började stormelden inför XXX Corps anfall från cirka 300 pjäser över ett område 1,5 km i bredd och 8 km djupt, sju divisioner Hawker Typhoon angrep samtidigt alla kända och misstänkta tyska positioner med raketer. Klockan 14.35 började XXX Corps sin framryckning med infanteri och stridsvagnar från Irish Guards i spetsen. Efter 25 minuter korsade man den nederländska gränsen och hejdades nästan genast av tyska fallskärmsjägare och pansarvärnskanoner som höll ställningar på båda sidor om vägen. Efter ytterligare insatser av flyg och artilleri lyckades man sopa undan det tyska försvaret och fortsätta framryckningen mot Eindhoven. Enligt planen skulle man nå fram till Eindhoven redan på kvällen första dagen men när kvällen kom hade man bara kommit halvvägs.

### Dag 2, 18 september

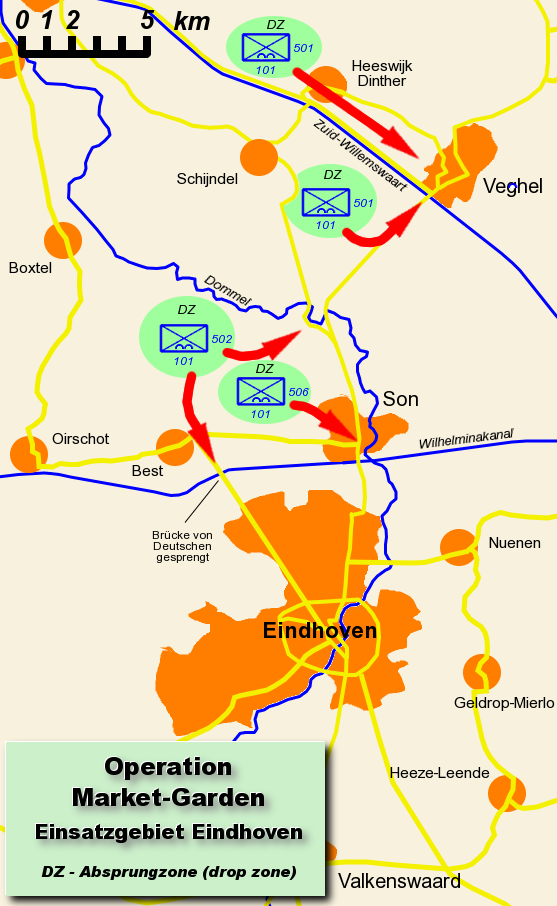
Landningszoner för 101st Airborne Division kring Eindhoven.

På grund av kraftig dimma i England senarelades dagens luftlandsättningar med tre timmar. Under tiden började ett tjockt molntäcke bildas över de södra delarna av operationens stridsområde, vilket kom att hindra flygunderstödet.
Efter att bron i Son sprängts gjorde 502th PIR ur 101st Airborne Division ett försök att erövra en annan bro över Wilhelminakanalen vid Best, men stoppades av tyskt motstånd. Under tiden tog sig delar av 506th PIR över kanalen och nådde Eindhovens norra delar. Mitt på dagen nådde spaningsförband ur XXX Corps fram till divisionen. Klockan 16 fick man radiokontakt med huvudstyrkan och kunde begära fram bromaterial för att ersätta den sprängda bron. På kvällen passerade XXX Corps genom Eindhoven och slog läger strax söder om Son, i väntan på att ingenjörstrupperna skulle bygga upp en Bailey bridge över kanalen.
Söder om Nijmegen försökte 82nd Airborne Division att erövra själva staden Grave, men hindrades av bestämt tyskt motstånd. Vid Groesbeek försvarade sig 505th PIR mot flera tyska motanfall från öster. Ett tyskt motanfall lyckades återta en del av landningszonen, men tack vare fördröjningen av dagens luftlandsättning hann 508th PIR återerövra landningszonen i tid. Klockan 15.30 började 319th och 320th Glider Field Artillery, 456th Parachute Field Artillery-bataljonerna landa samt även divisionens sjukvårdsenhet.
De två bataljonerna ur 1st Parachute Brigade som inte nått bron, första och tredje bataljonen, fortsatte sin framryckning in mot bron. Tyska förband lyckades gång på gång skilja av delar av de brittiska förbanden och förinta dem. På kvällen hade man nått inom 2 kilometer från bron men de båda bataljonerna räknade nu tillsammans 200 man, endast en sjättedel av ursprungsstyrkan. Tidigare på dagen hade spaningsbataljonen ur 9. SS-Panzer-Division Hohenstaufen som dagen innan hade sänts söderut som förstärkning, återvänt till Arnhem och gjorde ett försöka att återerövra hela bron men led stora förluster. 4th Parachute Brigade, som hade blivit försenade på grund av dimma i England, hoppade under eftermiddagen över landningszonen som samtidigt anfölls av tyska förband.

### Dag 3, 19 september
Klockan 08:20 når XXX Corps fram till 504th PIR vid Grave och under eftermiddagen nådde man fram till Nijmegen. Enligt planen skulle kåren redan ha nått Arnhem. Ett nytt försök att erövra bron gjordes av delar av Guards Armoured Division och 505th PIR, man kom cirka 400 meter från bron innan anfallet hejdades. Man begärde fram båtar för att kunna skeppa över den tredje bataljonen ur 504th PIR som skulle anfalla bron från norr samtidigt som man gjorde ett nytt försök från söder. Men båtarna hann inte föras fram i tid och XXX Corps fick vänta ännu en natt framför ännu en bro.

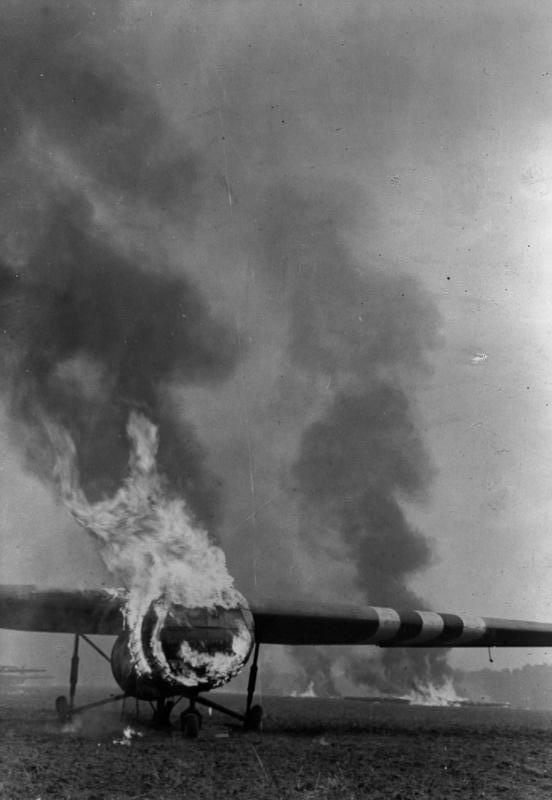
Ett brinnande brittiskt Airspeed Horsa lastsegelflygplan.

Tidigt på morgonen påbörjade 1st Parachute Brigade sitt anfall för att nå fram till styrkorna vid Arnhem bron. När det började ljusna befann man sig på öppen mark och kom under häftig tysk eld, nu började brigadens anfall att splittras upp och till slut retirerade cirka 500 man tillbaka mot Oosterbeek, där huvudstyrkan fanns. Den andra bataljonen och de sprida enheter som kommit igenom det tyska försvaret, totalt cirka 600 man, höll fortfarande brons norra fäste. Tyskarna skiftade taktik och undvek infanterianfall mot britterna, utan började systematiskt skjuta sönder husen kring bron för att beröva britterna lämpliga defensiva positioner.
Norr om Oosterbeek ledde 4th Parachute Brigade ett försök från 1st Airborne Division att bryta igenom den tyska linjen och etablera kontakt med styrkan inne i Arnhem. På grund av kommunikationsproblem och hårt tyskt motstånd misslyckades anfallet med stora förluster som följd. Divisionen befann sig under hård press från tyska förband och hade förlorat sin offensiva förmåga. Resterna drog sig tillbaka till defensiva positioner kring Oosterbeek. 1:a polska fallskärmsbrigaden, som enligt planen skulle landsättas som förstärkning, blev kvar i England på grund av dimma, men brigadens glidflygplan, som transporterade pansarvärnskanoner och jeepar, hade hunnit lyfta och landade i landningszonen samtidigt som 4th Parachute Brigade retirerade över den.

### Dag 4, 20 september

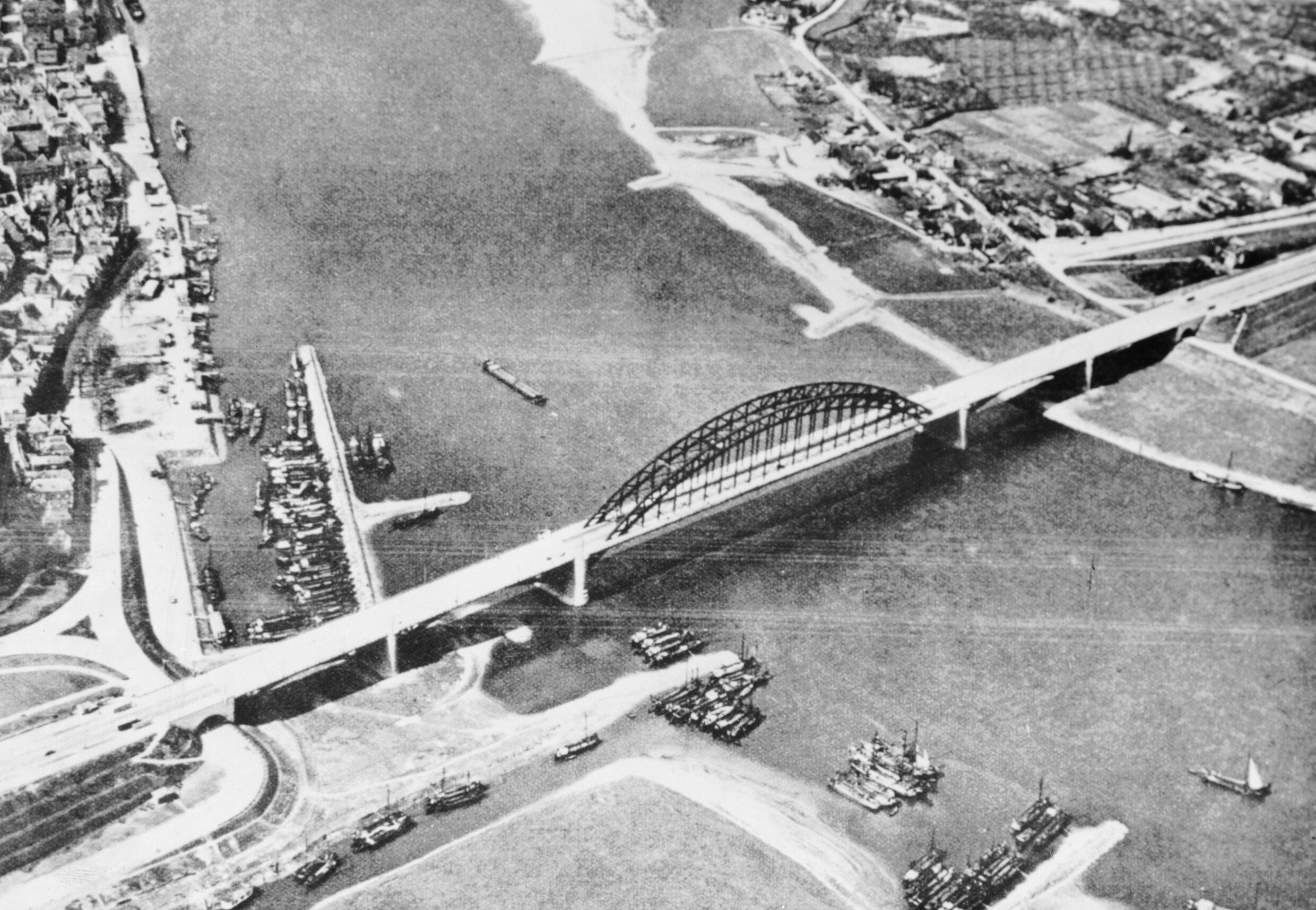
Flygfoto av bron i Nijmegen över Waal.

Båtarna som beordrats fram dagen innan kom till slut fram på eftermiddagen och ett anfall organiserades snabbt. Vid 15 tiden korsade tredje bataljonen ur 504th PIR floden i 26 stormbåtar. De amerikanska soldaterna hade ingen tidigare erfarenhet av de brittiska båtarna och det rådde brist på paddlar. Ungefär hälften av båtarna klarade sig över i den häftiga beskjutningen och de överlevande fick anfalla över 200 meter öppen mark för att erövra brons norra fäste. Inför hotet att bli avskurna retirerade även de tyska förbanden som höll brons södra ände, vilket gav Guards Armoured Division och 505th PIR möjligheten att säkra hela bron efter fyra dagars strider. Anfallet kom att kallas Little Omaha som en referens till den blodiga landstigningen på Omaha Beach.
Kring Groesbeek fortsatte tyskarna med sina motanfall och man lyckades tillfälligt återerövra den enda bron som kunde bära stridsvagnar in till Nijmegen. Bron återtogs i ett motanfall från Coldstream Guards.
Resterna av 1st Airborne Division samlade sig kring Oosterbeek som en sista utpost på Rhens norra strand. Väster om byn fick britterna avvärja häftiga tyska anfall som syftade till att skära av divisionen från flodstranden och därmed omöjliggöra överskeppning av förstärkningar över floden när XXX Corps hade nått fram från Nijmegen. 4th Parachute Brigade kämpade för att nå fram till divisionens ställningar vid Oosterbeek men pressades hårt av tyska anfall och förlusterna var höga; en bataljon nådde fram med endast 10% av sitt manskap.
Styrkan vid Arnhembron lyckades etablera kontakt med resten av divisionen med hjälp av det civila telefonnätet mitt på dagen. Man fick klart för sig att ingen undsättning var möjlig från resten av divisionen och att XXX Corps fortfarande stod söder om bron i Nijmegen. Framåt kvällen hade de brittiska ställningarna vid bron kraftigt försvagats och man led brist på ammunition, vatten, mat och förbandsmaterial. En två timmars vapenvila förhandlades fram och huvuddelen av de sårade fördes över till tyskarna för vård och fångenskap. Bland de sårade som evakuerades fanns styrkans befälhavare John Frost och Frederick Gough tog över befälet. Den brittiska styrkan hade nu också förlorat kontrollen över det norra brofästet och tyskarna kunde föra över förstärkningar som sändes söderut för att etablera en försvarslinje mot XXX Corps.

### Dag 5, 21 september
Trots att bron över Waal i Nijmegen hade erövrats på eftermiddagen dagen innan så fortsatte inte Guards Armoured Division sin framryckning förrän närmare 18 timmar senare. Divisionens befälhavare generallöjtnant Brian Horrocks ansåg att han behövde den tiden för att reda ut oordningen i divisionen efter striderna i Nijmegen och att föra fram bränsle. Förseningen gav tyskarna möjlighet att etablera en försvarslinje mellan Nijmegen och Arnhem, främst med hjälp av delar av 10. SS-Panzer-Division Frundsberg. När Guards Armoured Division börjat sin framryckning mot Arnhem körde man snart fast på grund av att man inte kunde kringgå den tyska försvarslinjen, som skar av huvudvägen till Arnhem. Detta på grund av att vägen på båda sidor omgavs av marskland som omöjliggjorde förflyttning av stridsvagnar. För att kringgå det tyska förvaret beordrades 43rd Wessex Infantry Division fram för att ta över tätpositionen och genomföra en kringgående rörelse vid sidan av vägen. På grund av att divisionen befann sig söder om Nijmegen och en svårartad trafikstockning fyllde vägen skulle det dröja till följande dag innan den var framme och kunde återuppta framryckningen.
Efter två dagars försening på grund av dåligt väder kom så 1:a polska fallskärmsbrigaden slutligen iväg. Klockan 17:15 landsattes brigaden på den södra sidan av Rhen vid byn Driel, där det skulle finnas en färja över floden. Färjan, som man hade hoppats kunna använda för att föra över brigaden till den norra stranden och förstärka 1st Airborne Division vid Oosterbeek, visade sig vara borta och färjeläget på andra sida besatt av tyskarna. Den strandsatta brigaden fick koncentrera sig på att upprätta en försvarsställning i och omkring Driel.
Kring Oosterbeek höll nu cirka 3 584 överlevande från 1st Airborne Division ett litet och bräckligt brohuvud. Den brittiska styrkan befann sig under hela dagen under attack på alla sidor, i stort sett lyckades man slå tillbaka anfallen eller återta de förlorade områdena Det stora bakslaget kom i gryningen då ett höjdområde i den sydvästra delen av divisionens område förlorades, detta område kontrollerade färjeläget för färjan över till Driel. Flera motanfall sattes in för att återta höjden men den tyska styrkan understödda av ett antal gamla franska stridsvagnar med eldkastare höll stånd. Divisionen kontrollerade nu bara 700 meter av flodstranden. Ett försök att släppa ner förnödenheter till divisionen från Stirling bombplan stördes av ett ovanligt effektivt ingripande från Luftwaffe. 15 bombplan sköts ner av 22 stycken Focke-Wulf Fw 190 som hade smitit förbi de allierade jaktflyget, ytterligare 8 bombplan sköts ner av luftvärnet. Ljuspunkten för den brittiska styrkan vara att man fick radiokontakt med XXX Corps och kunde nu få artilleriunderstöd från ett av kårens artilleriregementen.

### Dag 6, 22 september
Under natten angrep två mindre tyska pansarenheter den allierade korridoren mellan Veghel och Grave. En av styrkorna lyckades skära av korridoren och därmed ströps flödet av underhåll till styrkorna på väg till Arnhem.
Under morgonen började de främre elementen av 43rd Division att avancera mot polackernas ställning kring Driel, när morgondimman lättade kom britterna under häftig eld från tyskarna. Det kom att dröja till kvällen innan divisionen nådde fram till 1:a polska fallskärmsbrigaden vid Driel. Trots bristen på landstigningsbåtar försökte brittiska och polska ingenjörer med de små båtar man kunde finna organisera en överskeppning av den polska brigaden till den strandremsa som fortfarande hölls av britterna på norra sidan. Då man var tvungen att ro uppströms för att komma över gick det långsamt och man ansattes hård av tyskarnas eld. När överskeppningen avbröts i gryningen hade endast 52 man överlevt överfärden.
Kring Oosterbeek ändrade tyskarna taktik och koncentrerade sig på att nöta ner de brittiska styrkorna genom endast artillerianfall och direkta anfall undveks i möjligaste mån även om tyskarna hade ett numerärt överläge med 4 till 1. För att förhindra att den polska brigaden vid Driel skulle skära av förbanden som hejdade Guards Armoured Division, flyttade 2 400 man från Oosterbeek till området nordöst om Driel.

### Dag 7, 23 september
En styrka ur Guards Armoured Division som hade sänts tillbaka söderut lyckades tvinga bort den tyska pansarstyrkan, som hade skurit av korridoren.
När tyskarna hade fått klart för sig att de allierade försökte skeppa över den polska brigaden till det lilla brohuvudet kring Oosterbeek, koncentrerade man sig på att isolera 1st Airborne Division från floden. Trots häftiga anfall behöll britterna kontrollen över flodstranden. Man försökte även tvinga bort de polska trupperna på den södra flodstranden, men brittiska pansarförband hade nått fram och kunde slå tillbaka anfallen. Ingenjörstrupper med riktiga landstigningsbåtar nådde också fram och under natten kunde man föra över cirka 150 polska soldater till den norra flodstranden.

### Dag 8, 24 september
Återigen lyckades ett mindre tyskt förband skära av korridoren för en tid.
Man gjorde ett sista misslyckat försök att förstärka trupperna i Oosterbeek. Av de 315 man som skeppades över lyckades bara 75 man nå Oosterbeek resten blev tillfångatagna då man kom att landa på den tyskkontrollerade delen av stranden.

### Dag 9, 25 september
På morgonen den 25 september beordrades de återstående delarna av 1st Airborne Division i Arnhem att retirera och i och med det var operation Market Garden slut.

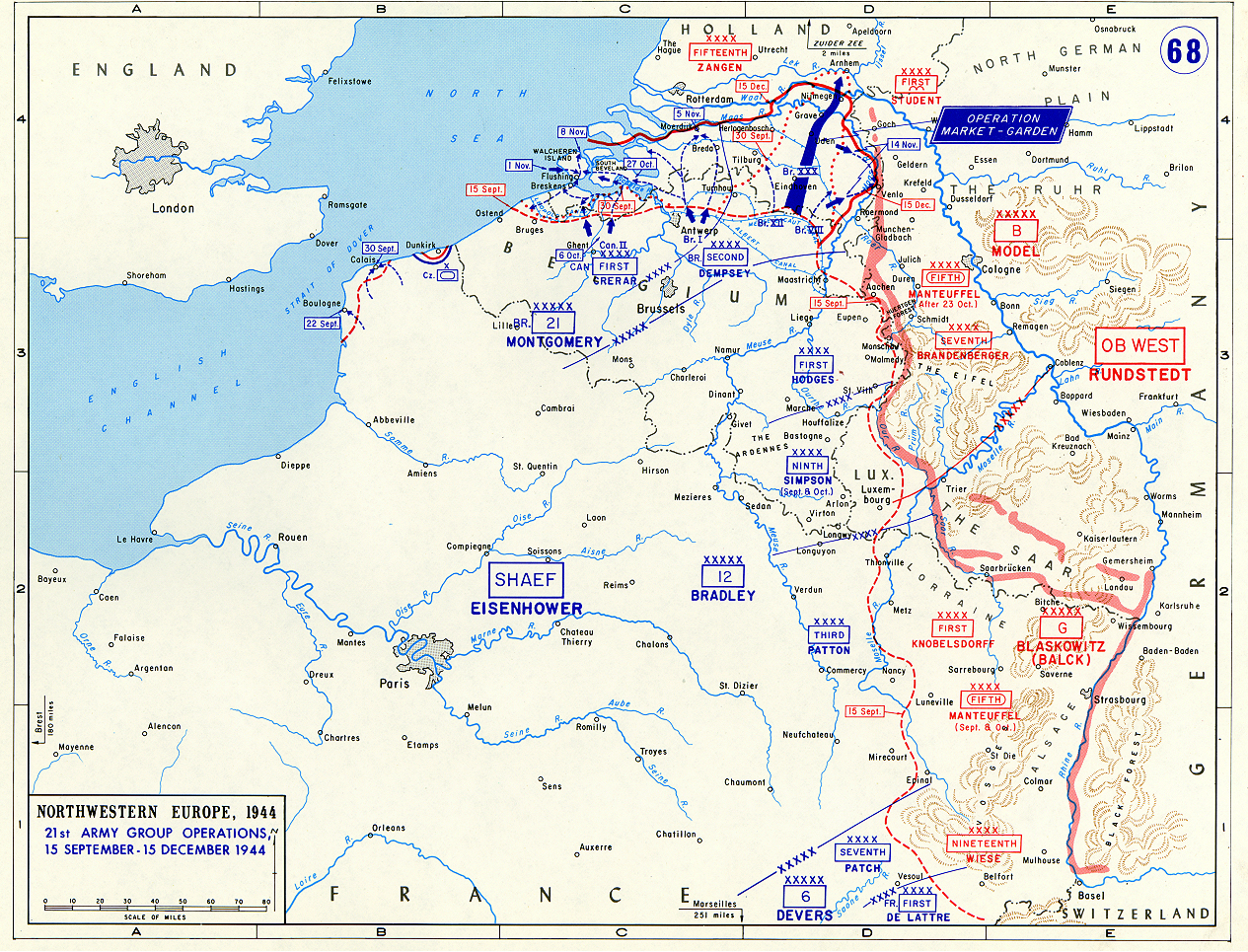
Frontlinjens konsolidering efter Market Garden.

## Persongalleri

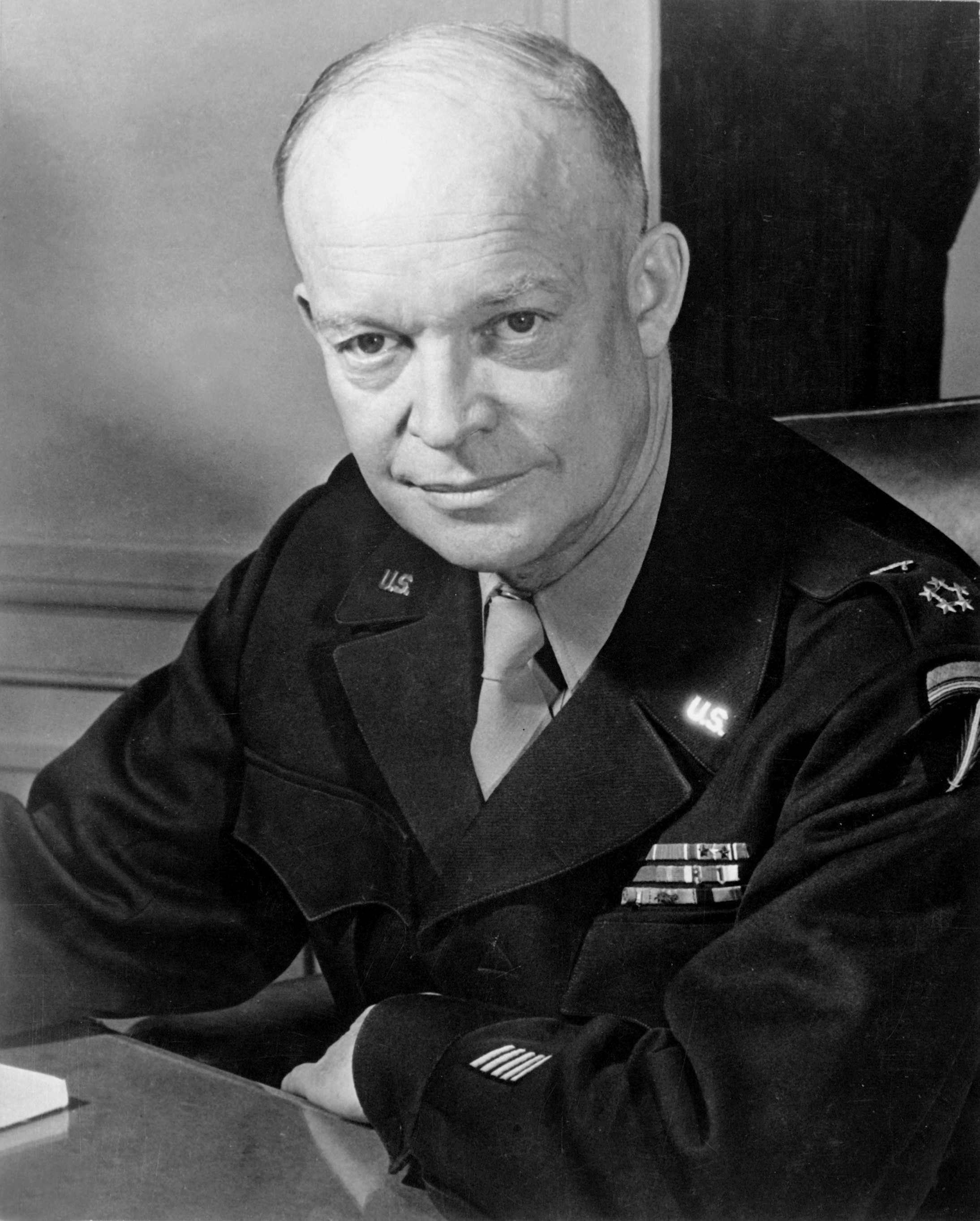
Dwight D. Eisenhower
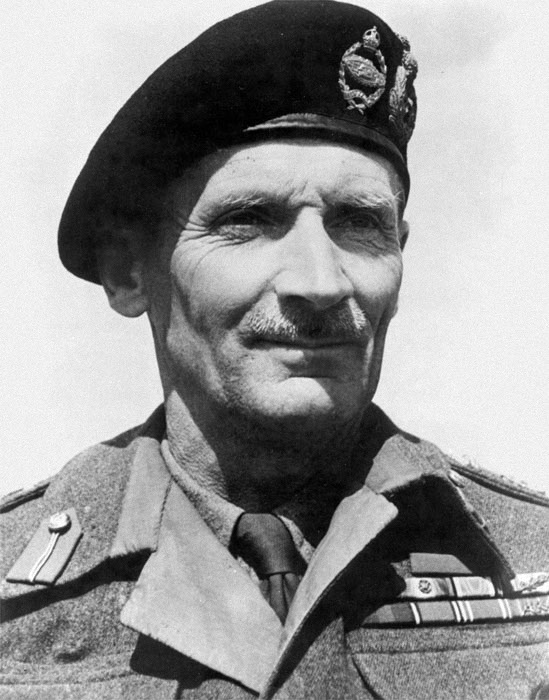
Bernard Montgomery
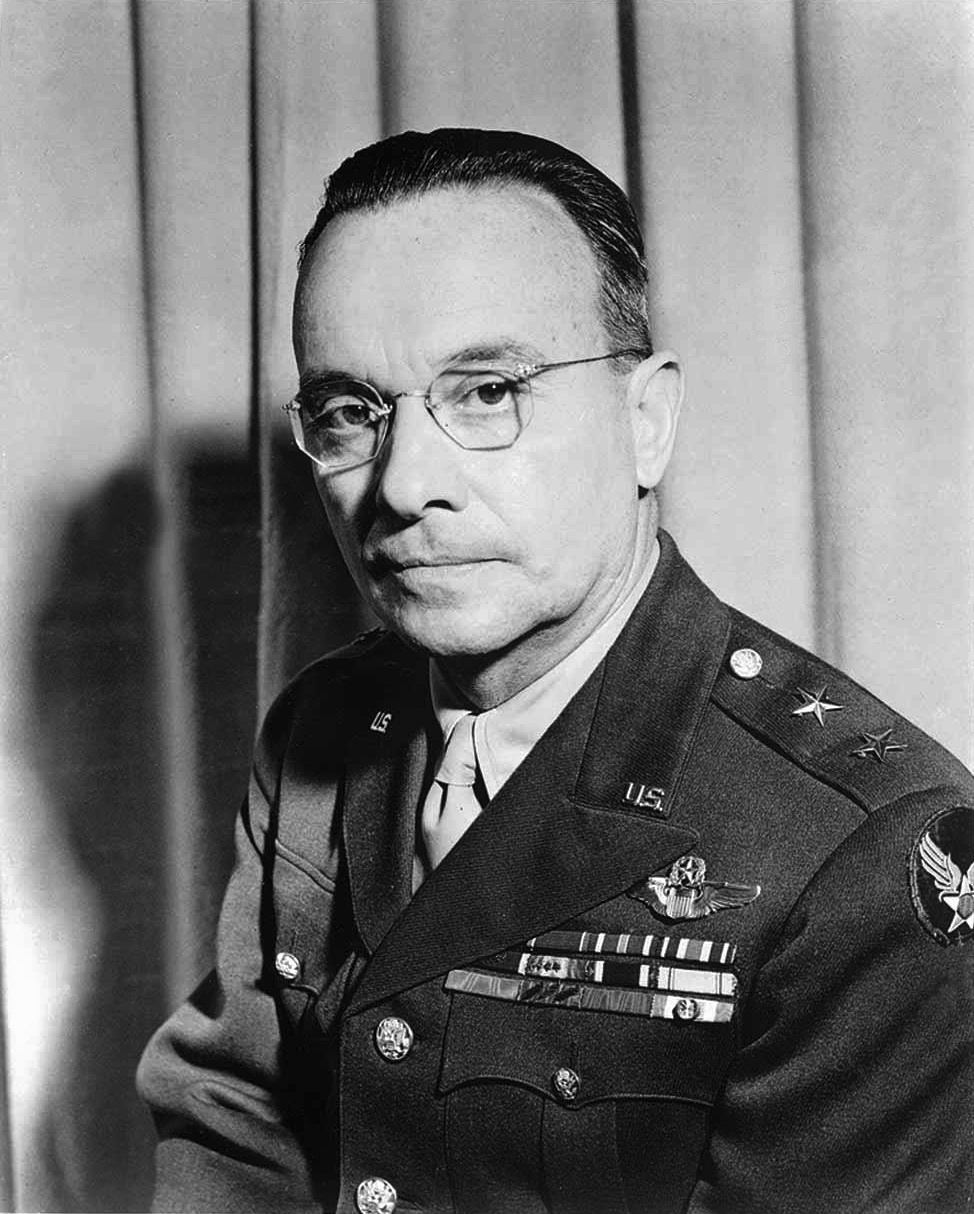
Lewis H. Brereton
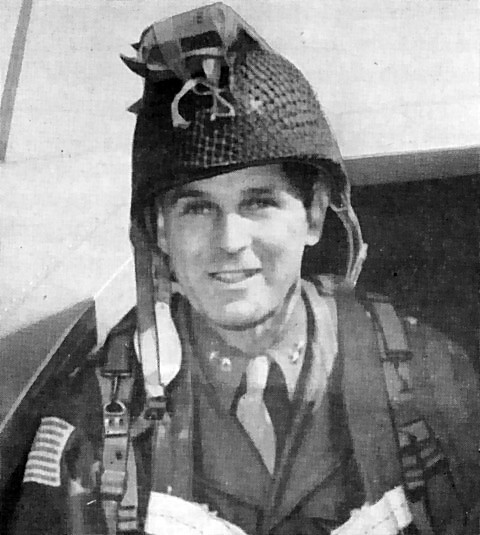
Maxwell D. Taylor
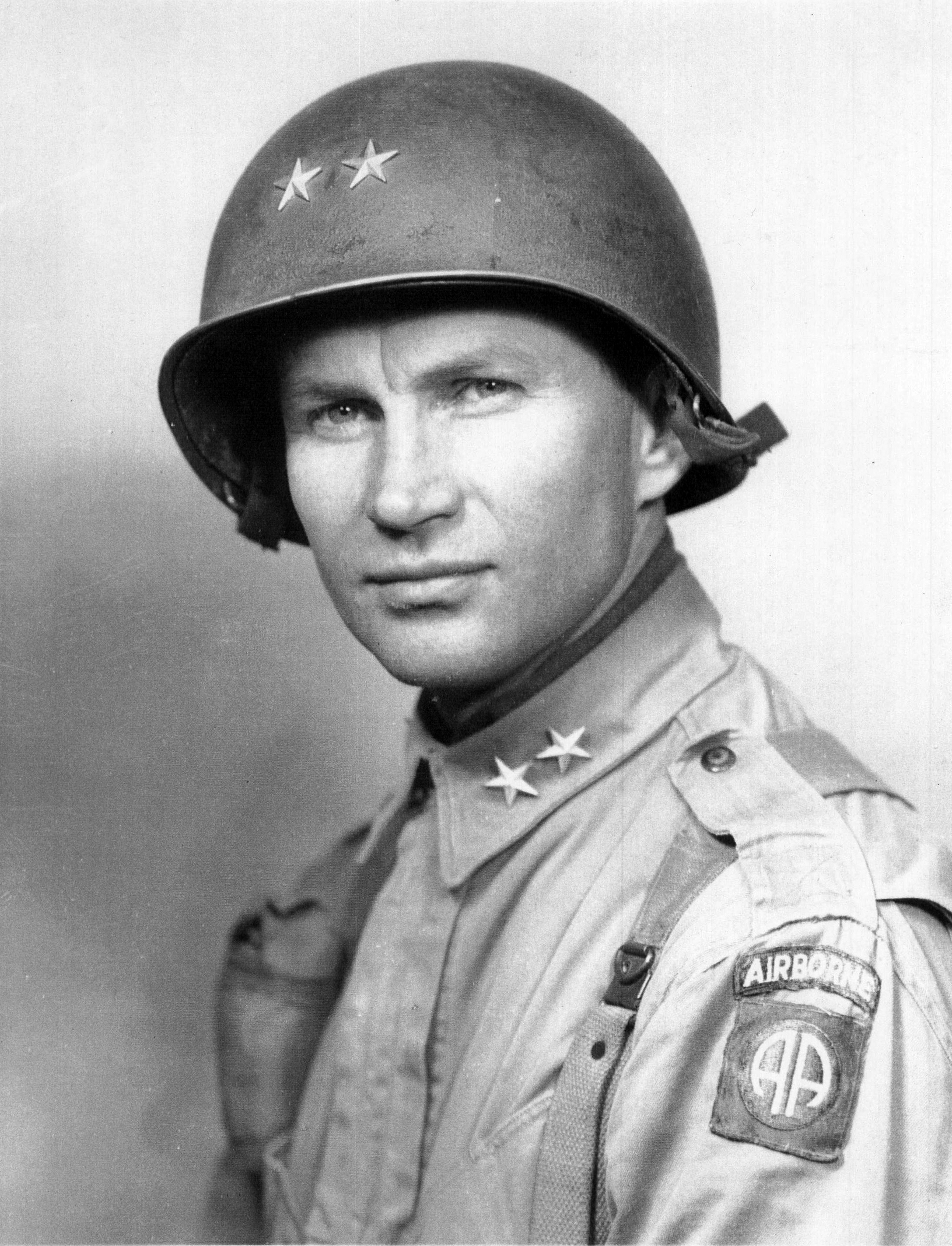
James M. Gavin
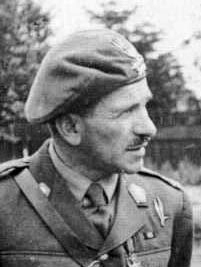
Stanislaw Sosabowski
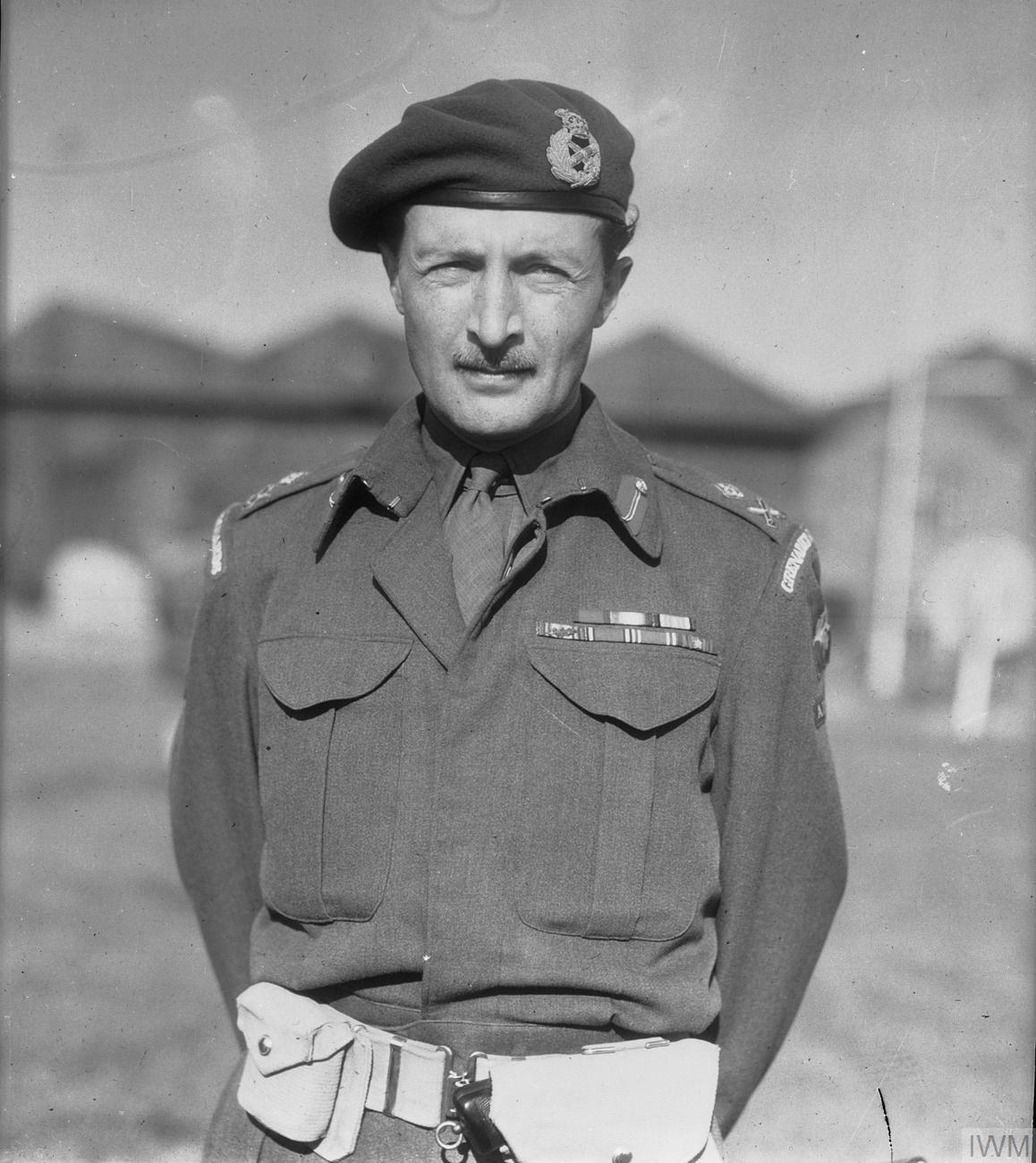
Frederick Browning
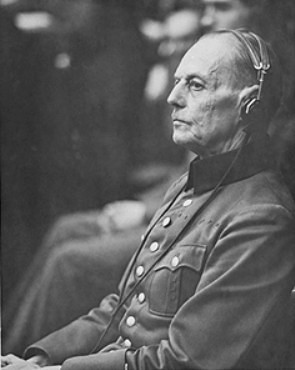
Gerd von Rundstedt
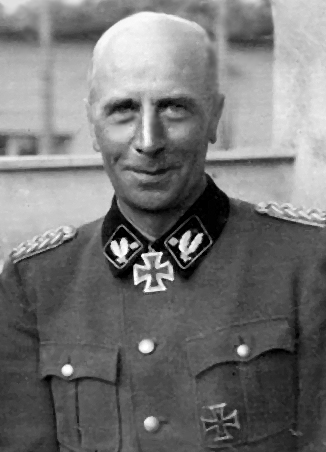
Wilhelm Bittrich
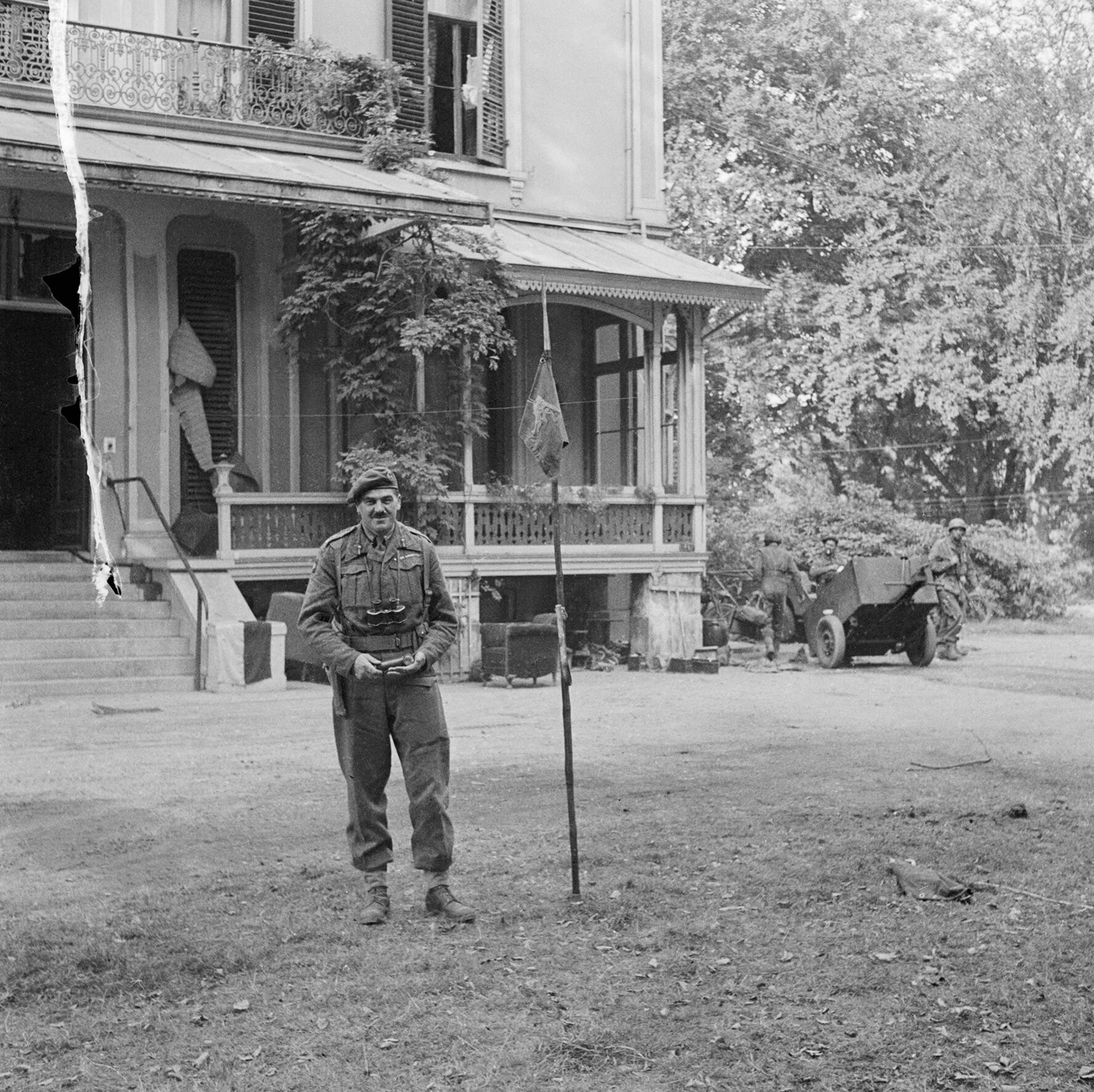
Roy Urquhart